# 柏林火车总站
柏林火车总站（德語：Berlin Hauptbahnhof），又譯為柏林中央車站，是德国首都柏林最重要的铁路枢纽、以及欧洲最大的高架车站。凭借着日均约30万人次的旅客到发量，它也是德国運量第四大车站，僅次於汉堡火车总站、慕尼黑火车总站與法兰克福火车总站。在车站所处的施普雷河弯道以北区域中，曾建有自1868年至1951年间营运的柏林-莱尔特车站，以及自1882年至2002年营运的柏林莱尔特城市铁路车站。
极具特色的车站建筑是由建筑师迈因哈特·冯·格尔坎所设计。2006年5月28日，该车站连同经由南北长途铁路隧道运行的新南北干线连接线一起投入营运，并通过所谓的“蘑菇方案”对柏林的铁路客运业务实现了彻底的调整与重组。如今該車站站已被视为仅次于德国国会大厦和勃兰登堡门的柏林第三大标志性建筑。

## 方位

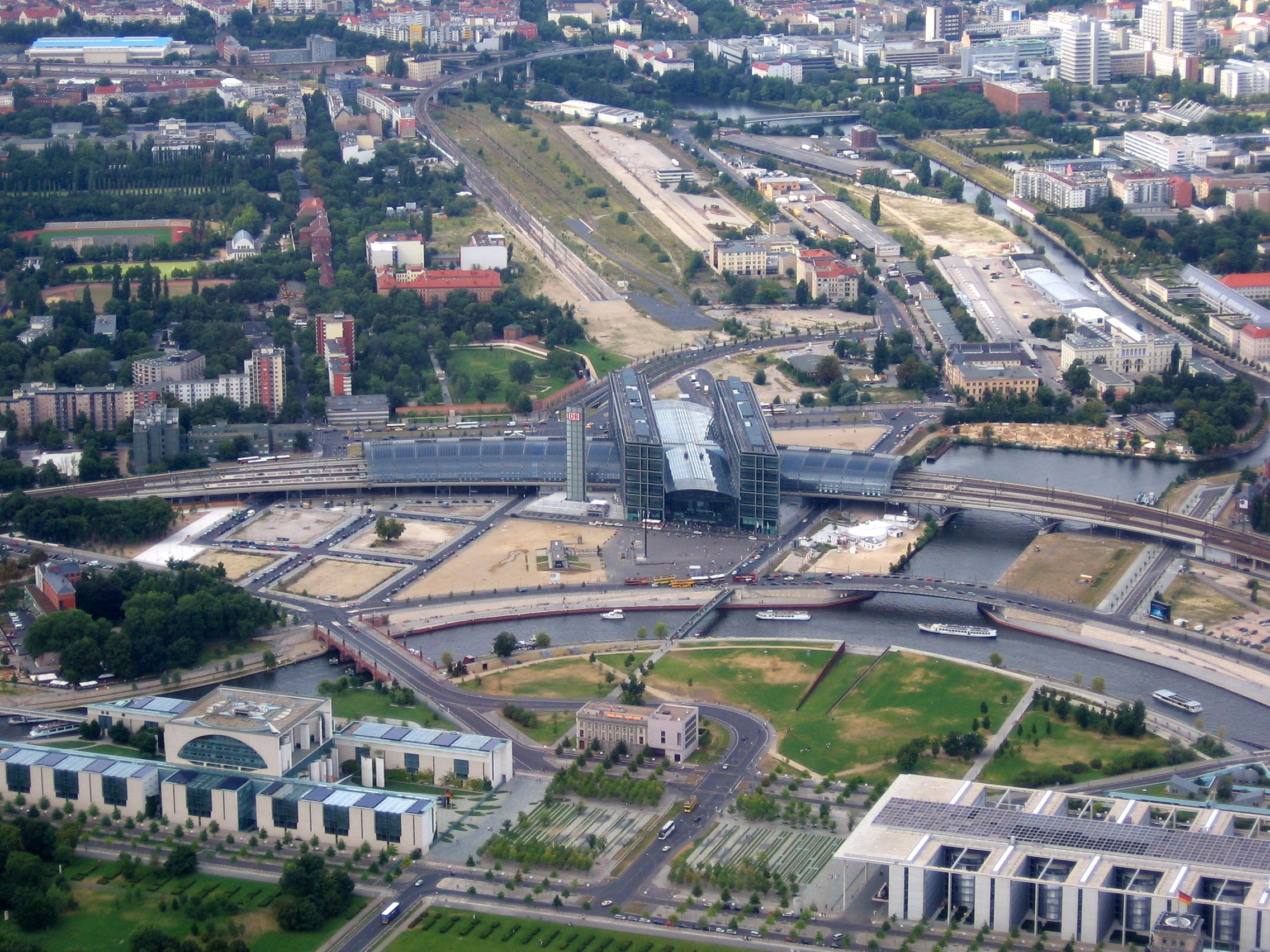
火车总站鸟瞰

柏林火车总站位于柏林米特区的莫亚比特西部，毗邻政府办公区的北缘，为全世界仅有的少数几个能够从4个方向开车到达的车站。两端近似的主入口大门分别正对北部的欧罗巴广场和因瓦利登大街，以及南部的华盛顿广场通往施普雷河。车站的南侧是一个包含德国总理府和保罗·洛贝之家的施普雷河弯道公园；东侧则与从属于米特的洪堡港相连。
柏林火车总站是柏林城市开发区欧洲之城所兴建的首个大型基建项目。如今这里已逐渐建立起更多的设施，均以酒店及写字楼为主。

## 功能

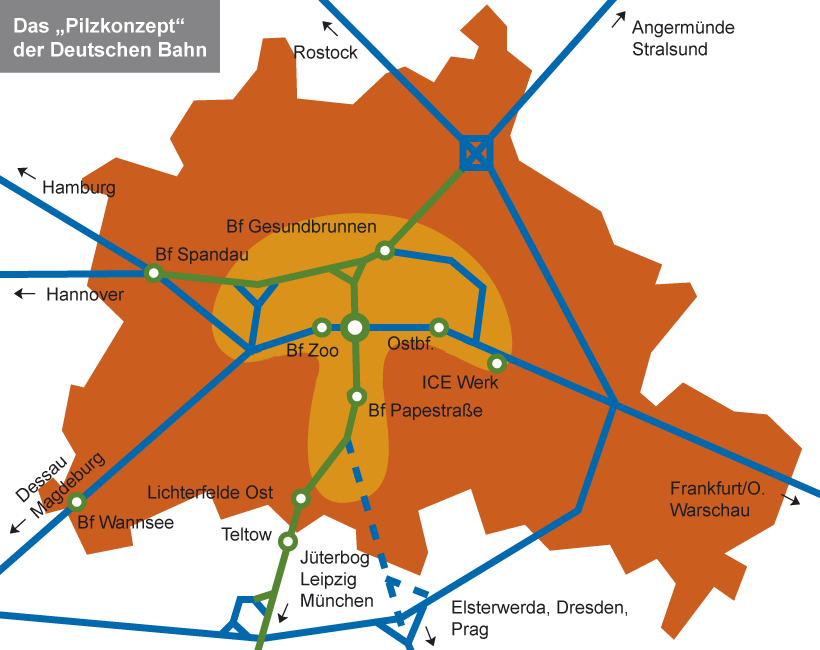
火车总站位于蘑菇方案的中心位置

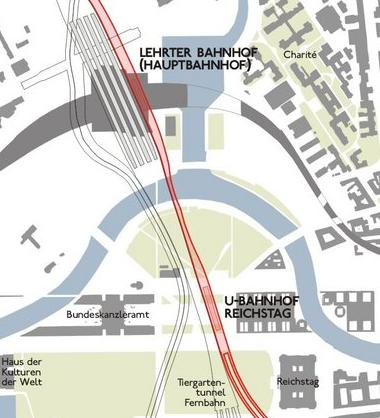
施普雷河弯道与火车总站于柏林的政府办公区

柏林火车总站的铁路设施位于柏林轨道交通线路“蘑菇方案”的中心，该站是一个聚合型的连接点，并有各种不同形式的运输线路在此相交。
车站的占地面积为430米×430米。其中核心区域的面积为80米×80米，它们被设置在5个不同的楼层。最高层与最底层的高度差为25米。共有54个自动扶梯、6个观光电梯、10个升降机以及各种固定楼梯连接至不同的楼层。
在结构上，整个车站综合体是一座高架车站；而在实际营运中，它则属于一座换乘站。该车站综合体包括几个独立的营运点：
| 营运点名称                   | 缩写 | 轨道   | 备注                         |
| ---------------------------- | ---- | ------ | ---------------------------- |
| 柏林火车总站（地下）         | BL   | 1－8   | 地下层（−2），长途及区域运输 |
| 柏林火车总站 （在建）        | BHBT | 9，10  | 地下层（−2），S21线快铁计划  |
| 柏林火车总站（柏林城市快铁） | BLS  | 11－14 | 地上层（+2），长途及区域运输 |
| 柏林火车总站（柏林城市快铁） | BHBF | 15，16 | 地上层（+2），柏林城市快铁   |
| 火车总站地铁站               | HBF  | 1，2   | 地下层（−2），柏林地铁       |

缩写名称自2006年5月28日起生效。其字母分别代表：

德国铁路：B–旧柏林铁路局（alte Bahndirektion Berlin），L–莱尔特车站（Lehrter Bahnhof），S–城市铁路（Stadtbahn），HBF–火车总站（Hauptbahnhof）

柏林地铁：HBF–火车总站
铁路设施的尺寸是根据当时的交通流量预期所制定。在1990年代末的预测中，每年将有5,000万长途旅客和8,600万区域旅客在新车站到发。而在投入营运后的一年里，车站日均共开行有225班长途列车、325班区域列车和627班快铁列车。按德国铁路的资料显示（2011年），该车站的使用率未及设计上限的一半。

### 长途及区域运输

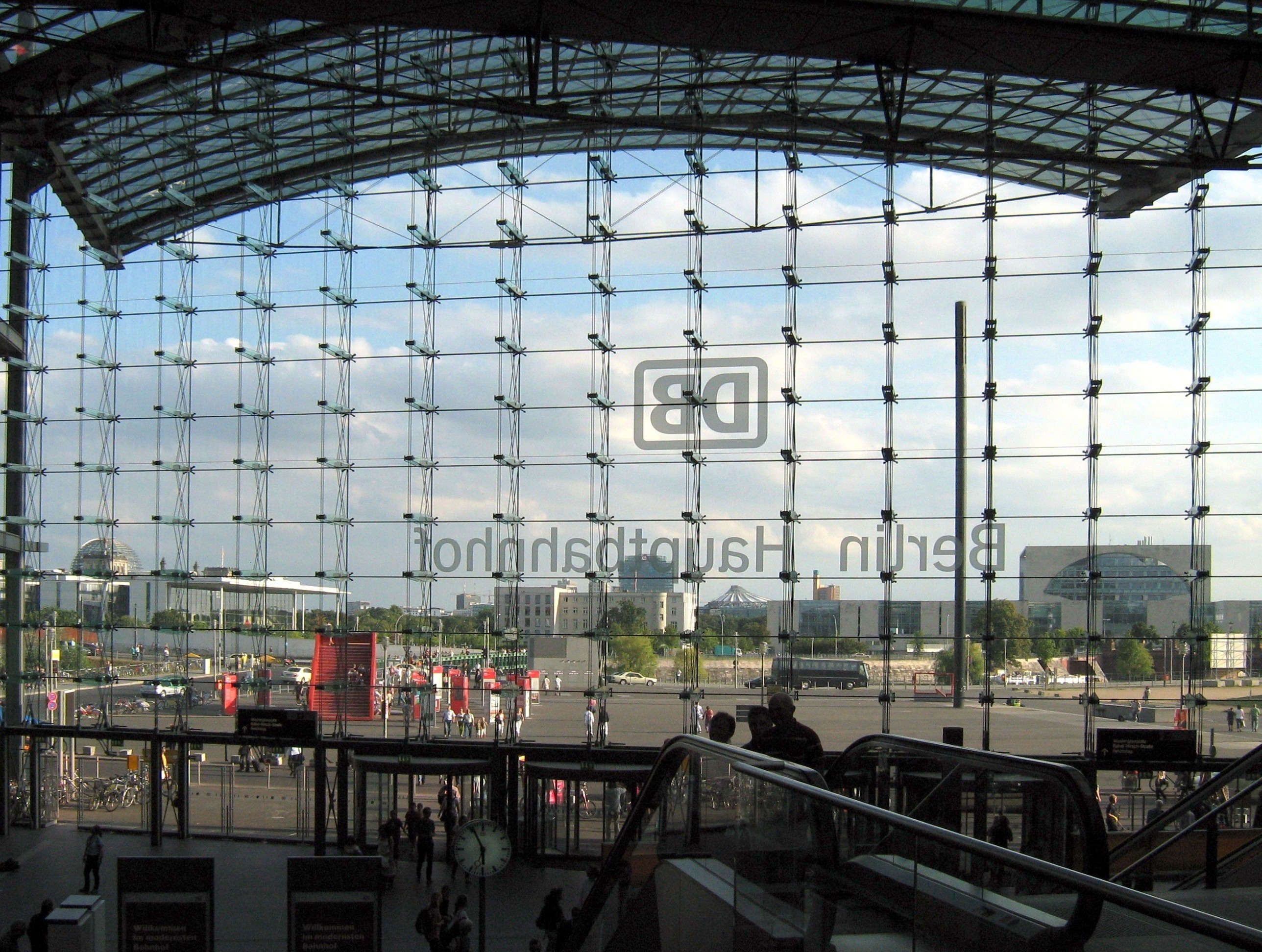
南部视角

驶入柏林的长途及区域列车在柏林火车总站内既可以停靠于高架站台的任意轨道和往东西方向延伸的城铁层，也可停靠于地下层往南北方向延伸的任意8条轨道。
城铁主线的走向可将列车向东经由柏林东站引至奥德河畔法兰克福，以及进一步通往波兰。向西的轨道则连接至夏洛滕堡车站，并可从那里经由斯潘道车站通往汉诺威及汉堡，或经由万湖车站前往波茨坦，再进一步通往马格德堡或德绍-罗斯劳方向。
火车总站的地下层是南北长途铁路的两座隧道车站之一。南北长途铁路的北向会连接至柏林环线铁路，并在那里设有道岔分往西部和西北部。往北经由健康泉车站可通往勃兰登堡北部和梅克伦堡-前波美拉尼亚。在东北方向可经由处女地车站和斯潘道车站通往汉诺威及汉堡，这里被设计为一个单线的停车及换向设施。在南向，通过设于施普雷河底部的轨道可经由波茨坦广场车站和南十字车站前往南部的哈勒及莱比锡或东南部的德累斯顿。只有柏林市区范围内的柏林－德累斯顿铁路和柏林北方铁路尚未被重新激活。
经由柏林运行的大多数区域快车线路都在柏林火车总站汇集，它们可以通往勃兰登堡和梅克伦堡-前波美拉尼亚的大部分地区。

### 城市快铁

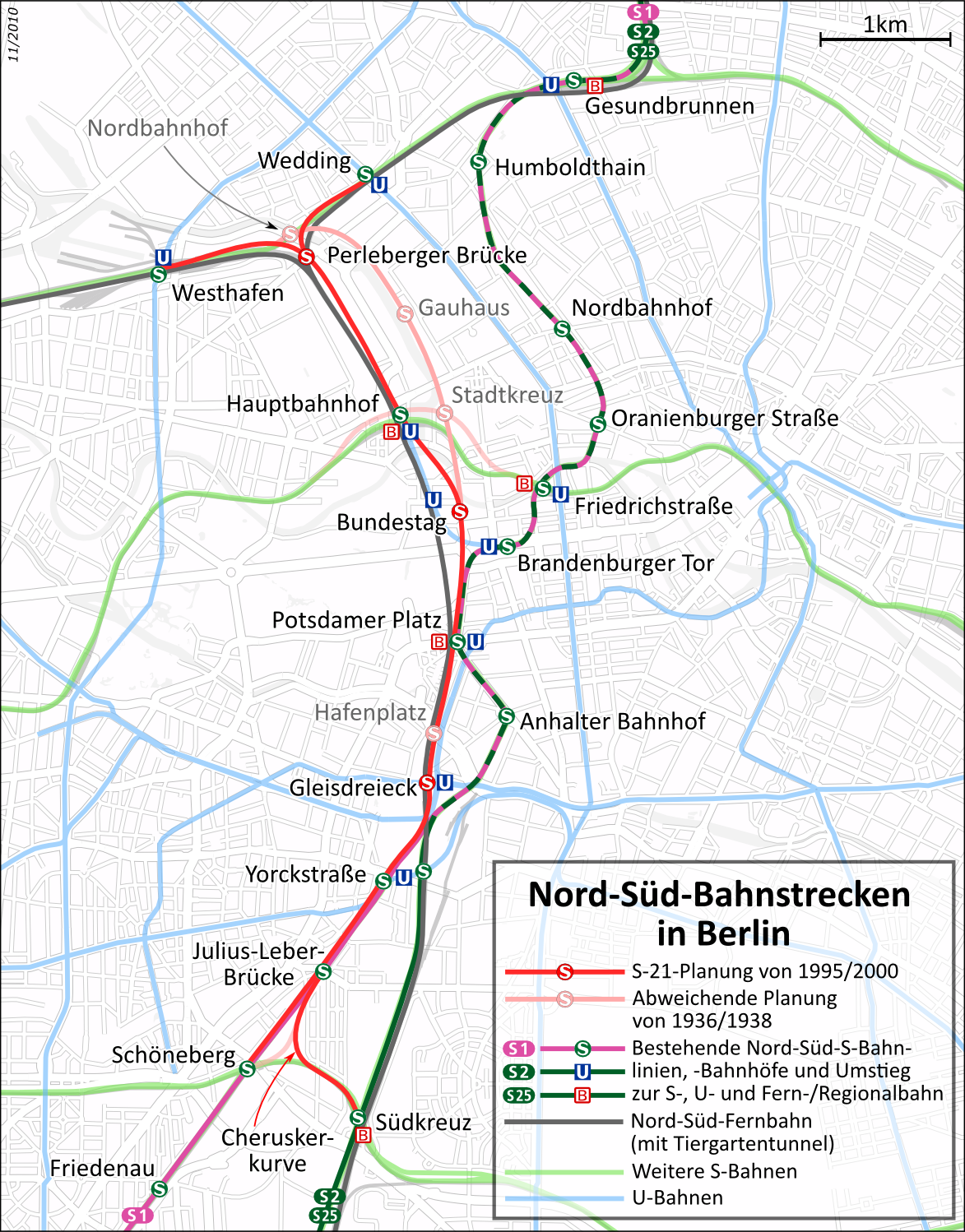
规划中的快铁（S21）南北连接线

在地上层的快铁站台停靠有柏林快铁的多条线路，它们相互连接了位于柏林西部和东部的市辖区，并可通抵周边城市波茨坦、埃尔克纳和施特劳斯贝格。
在地下层的一个快铁站台作为南北走向的S21线快铁工程的一部分，往北在最初会与柏林环线铁路相连，随后它又通过一条隧道线路继续延伸至波茨坦广场快铁站。线路的北段已于2010年1月开始动工兴建，并应在2015年左右完成。而南段则将会在柏林地铁5号线的延长工程完成后预计于2019年动工。

### 地铁

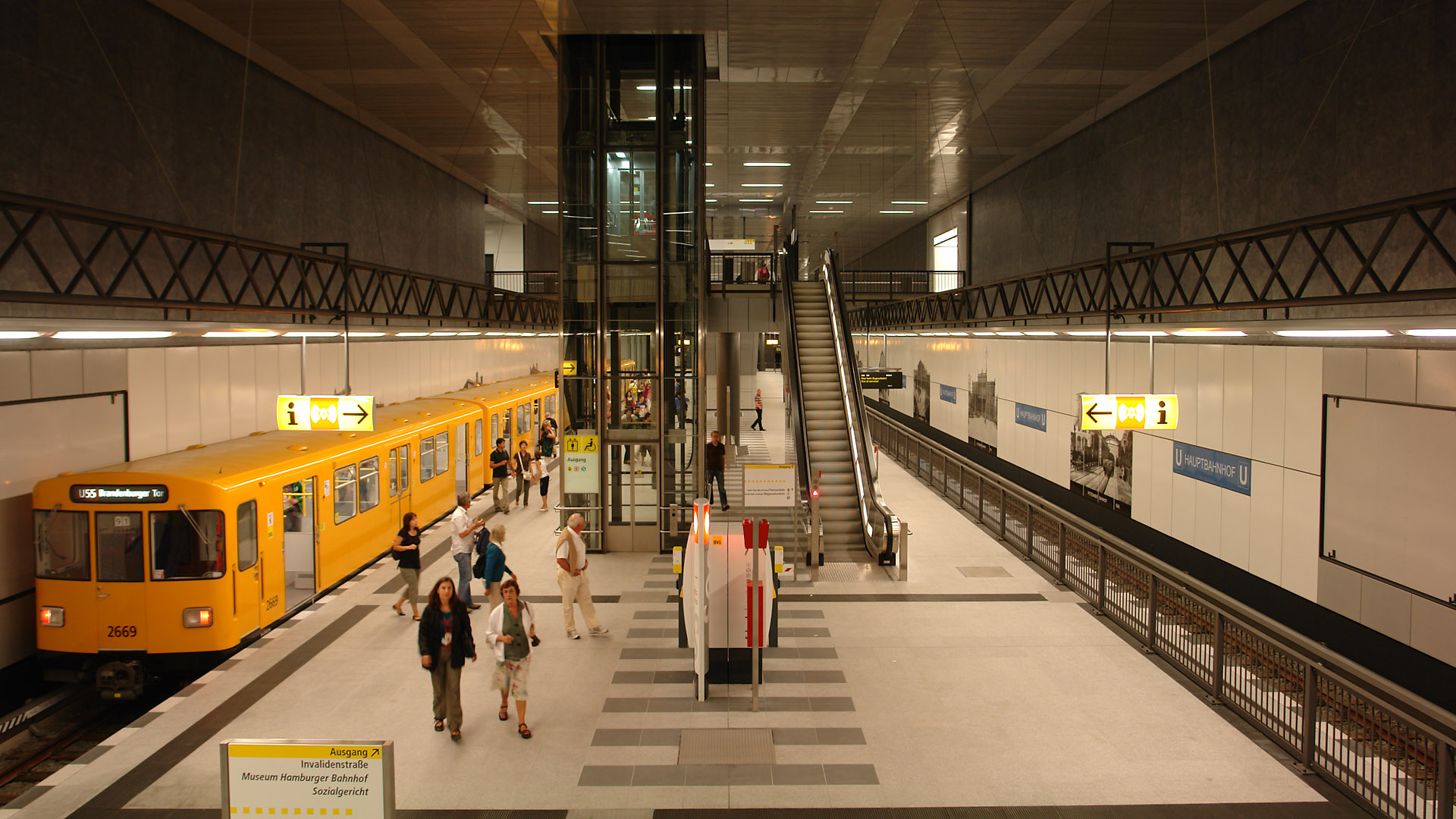
地铁站于2009年8月投入营运

火车总站地铁站于2009年8月8日投入使用。目前这里是柏林地铁55号线（俗称“总理线”）的起点，并且距离终点柏林勃兰登堡门站仅1.8公里。该线路现时仍然是独立营运，并没有与柏林地铁网络的其它线路相连。作为地铁55号线的终点站，勃兰登堡门与既有地铁5号线终点亚历山大广场之间的连接线正沿着菩提树下大街兴建，预计将于2020年完工。届时原55号线将会被并入5号线的一部分。从长远来看，5号线还计划在火车总站往西延伸至钟楼大街和处女地。但由于缺乏资金，柏林州政府不会在短期内启动西北延线的建设。
地铁站设于火车总站东部地下二层的南北向站台上。它有一个岛式月台，顶部以花岗岩覆盖。站台的端部有3个楼梯、1个自动扶梯和3个升降机可用。此外，地铁站还配备以无障碍环境为目的的视障人士引导系统。
站台大堂的面积有140米长、11米高和19米宽，其护壁板为搪瓷材质，并装饰有原柏林尽头式车站的照片。此外，站台上方的吊顶空间也以一个多彩的灯光效果照亮。
由于这里在中期将会作为地铁5号线延长的终端站，它在北侧还建有一个带短型岔道的双线换向设施。其中一个换向设施位于一个可关闭的风井之中，如有需要，地铁车辆可以在此通过起重机进行更换。这是目前将地铁车辆移出隧道的唯一途径，因为从地铁55号线至5号线的终到间隙并不设有轨道与其它地铁网络相连。
地铁站台大堂的东侧是南北向的城铁站台大堂。在土地利用规划中，火车总站旁的因瓦利登大街还将建造一座地铁站，以用作11号线的终点站，然而，这在短期内也不会实现。

### 建筑用途

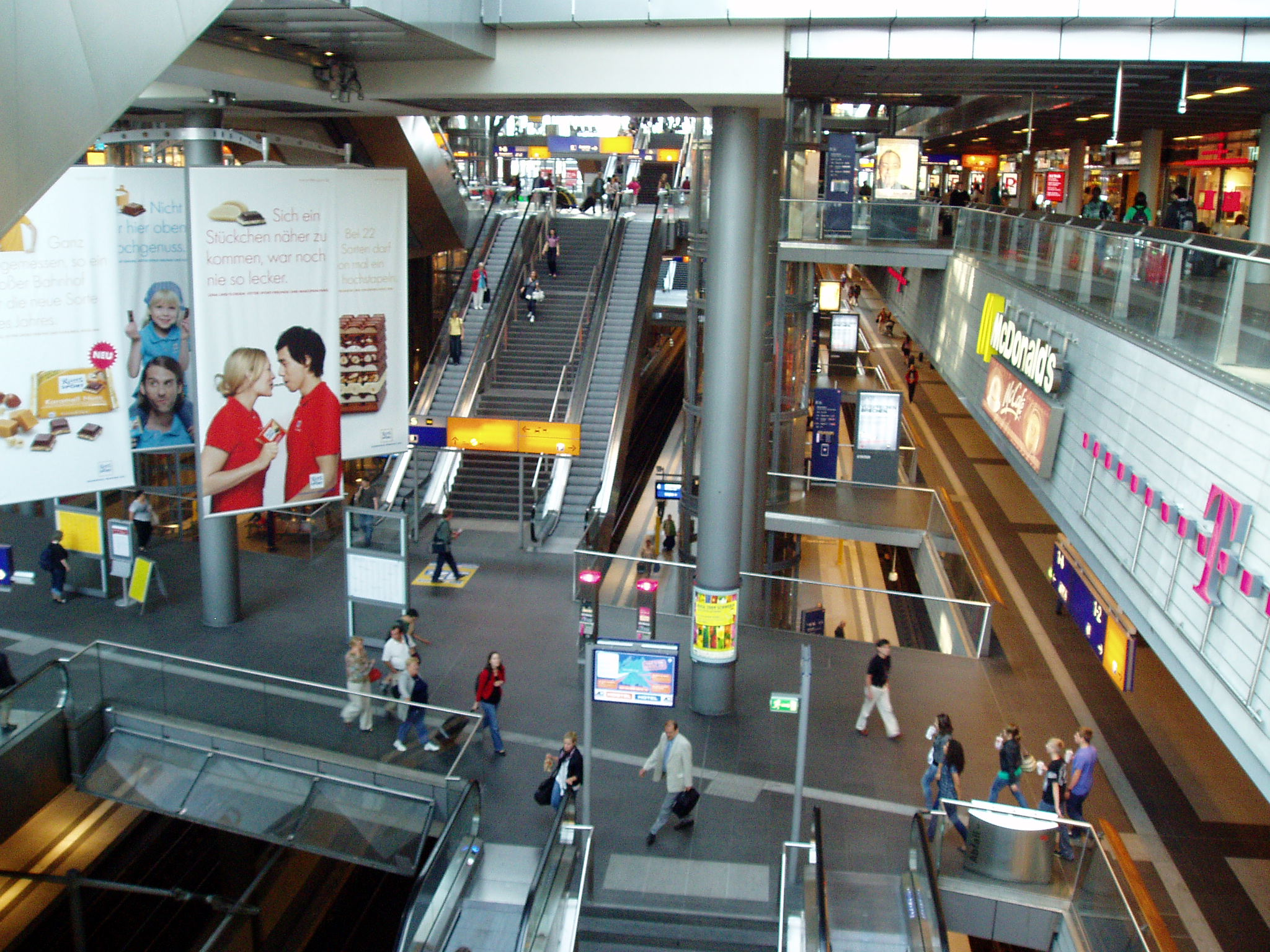
火车总站的购物楼层

车站的占地面积约为70,000平方米。两个马蹄形建筑的高度则达到离地46米高，从而进一步创造了约50,000平方米的建筑面积。
柏林火车总站是一个重要的商业地产项目。在车站三层楼共15,000平方米的使用空间内开设有约80家零售店铺，经营范围包括服装、餐饮、食品、礼品和保健品等等，部分场地在是在车站投入营运前便已租出。这些起初是每日8时至22时开放，车站药店则是全天候开放。从2009年9月起，先前允许的周日购物被禁止。自那时以来，周日仅可出售与旅行相关的物品。
德国铁路在此设有两个旅游中心和一个德铁贵宾室。作为德国唯一的大型转运站，柏林火车总站原本并没有行李储存柜，而是仅有经过筛查的行李寄存处。对于托运行李的寄领则设有分离的柜台。自2008年起，在车站停车场旁已开始提供行李储存柜使用。
共有800人在车站就职。其中375人为德国铁路员工，分别为德铁车站及服务公司150人、德铁销售公司70人，德铁服务公司75人以及德铁安保公司80人。
根据德国铁路的报告，车站在投入营运后的前一百日共录得3,000万人次的访问量，这相当于每天30万人次。其中约15万至20万人次为乘客。根据企业年报，2006年于平日在火车总站到发的区域运输乘客数量上升为日均17,000人次，至2009年初则有20,000人次的区域运输乘客利用德铁区域运输到发。因此，该站成为了柏林最为重要的区域运输车站。
德国联邦警察与德铁安保公司一同在柏林火车总站设立了一间共用的派出所。此外，柏林火车总站也是德国铁路所划分的21座一等站之一。

## 设计及技术

### 建筑

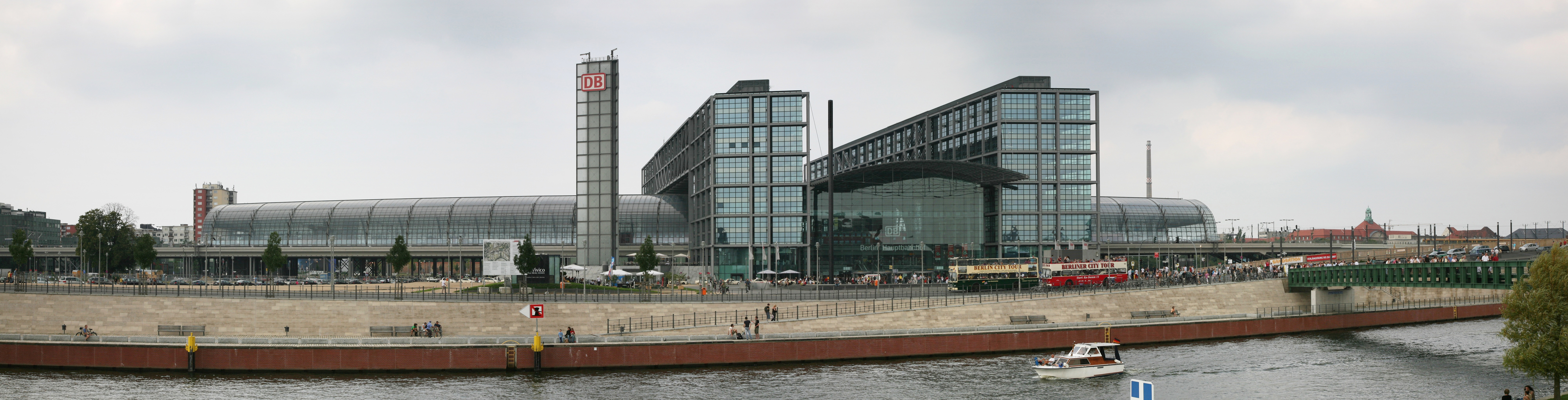
车站全景

车站建筑共有两个服务于铁路运输的楼层以及三个联络及商业楼层。上部的轨道层由4座桥梁建筑的6条轨道组成，其中外侧的2条轨道为单线，内侧的2条轨道为复线。在这之间分别有3座站台设于离地约10米的高度上。下部的轨道层则有4座站台及8条南北向的轨道设于离地约15米深的地下。此外这里还有一座地铁55号线的双向站台位于东侧。地铁站以东作为正在修建的快铁21号线的组成部分，现时也有一个类似的双向站台。

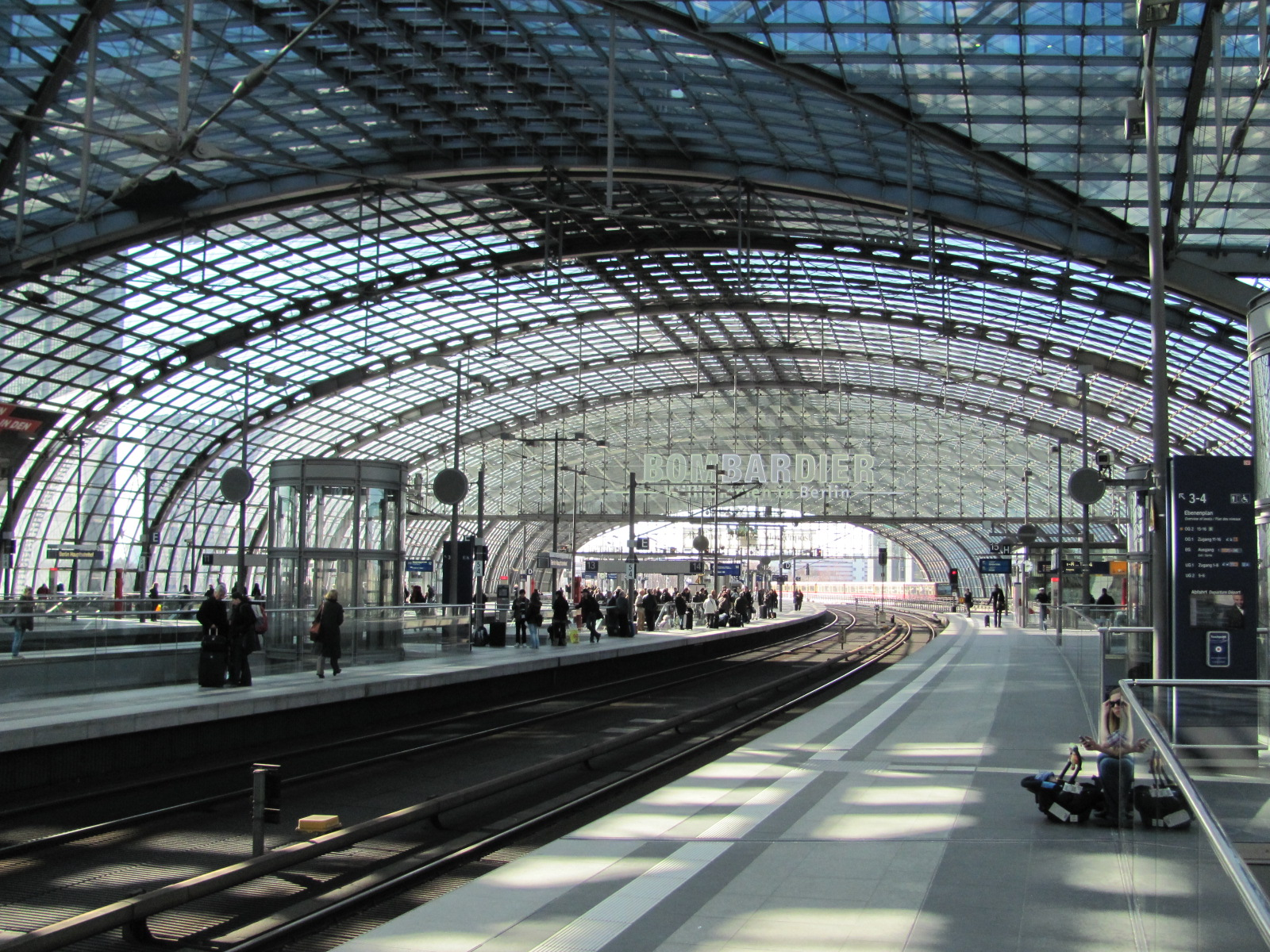
上部轨道层（柏林城市铁路所在轨道层）
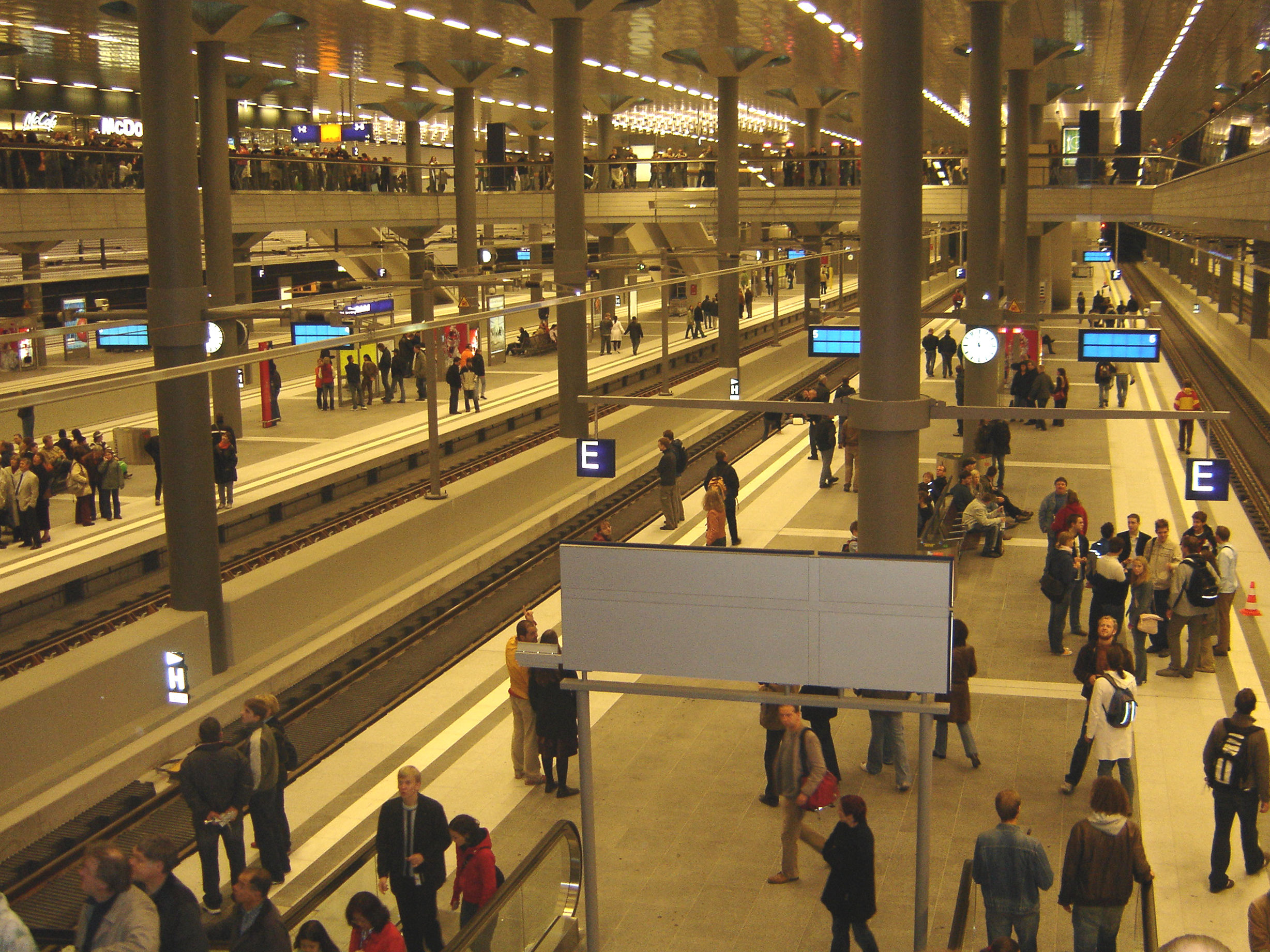
底部轨道层

上部楼层的高架桥不仅横跨车站区域，它还一直延伸至随后的洪堡港，因此约有680米长。为对应城市铁路的走向，它们采用弧形的平面设计，并且由于轨道的数量由4条增加至6条以及增设的站台，其宽度也由39米扩大至66米。跨越洪堡港的洪堡港大桥的跨度则为60米。它是以一个钢管的桥拱和预力混凝土作为支撑。
东西走向的上层站台大堂有321米长，并使用一个三心拱式的无承托玻璃顶棚，其被安装在两个外部的铁路天桥之中。在玻璃表面上已经集成了面积为2,700平方米、功率为330千瓦的光伏陣列。大堂的宽度介乎于46米至66米宽，高度最大可达16米。它由3个部分组成，其中西段为172米长，东段为107米长。横穿这之间的南北向顶棚有50米宽和180米长，其筒形穹顶与主顶棚形成了一个四分基圆顶空间。与南北向顶棚平行跨越两座“马蹄形建筑”的是站台大堂的主顶棚，并对南北向顶棚进行支撑。在这些马蹄形建筑中共设有42,000平方米的办公空间。

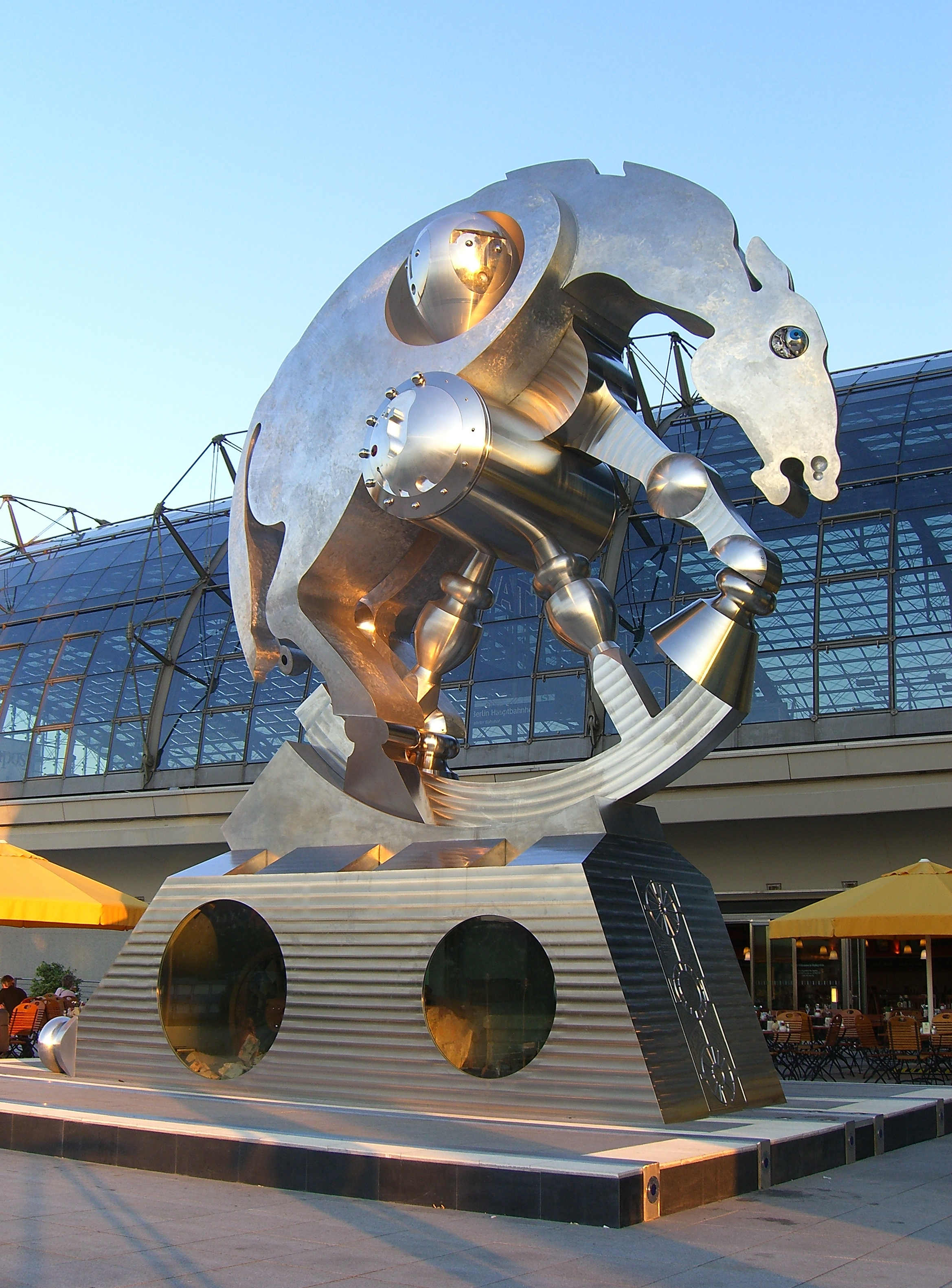
东北平台的雕塑

在东北部两个车站露天平台的斜对面在2007年起竖立了一个滚动马匹造型的雕刻艺术品，并令人联想起莱尔特车站和莱尔特城铁车站的原址。在其基底的结构中集成了原莱尔特车站的布景，可以通过4个圆窗进行查看。从西南部露天平台高耸的排气烟囱下方则可一直延伸至蒂尔加滕施普雷河弯道隧道。
在2007年1月18日的風暴基里爾吹袭期间，造成了一个8.4米长、1.35吨重的水平托架从40米高的栅格状外部结构中坠入建筑西南侧的台阶上，并有另一个托架也被拉出锚位。这种装饰构件本是水平置放并仅支撑其自身的重量。为防止更多的托架脱落，上述托架已经补救性的加装了一个小型板材。
2011年12月，玻璃顶棚被发现漏水。其原因被认为是嬉闹的乌鸦会啄食玻璃顶棚接缝的密封件。随后，玻璃顶棚的大修工程已在2012年春季完成。

### 轨道设施

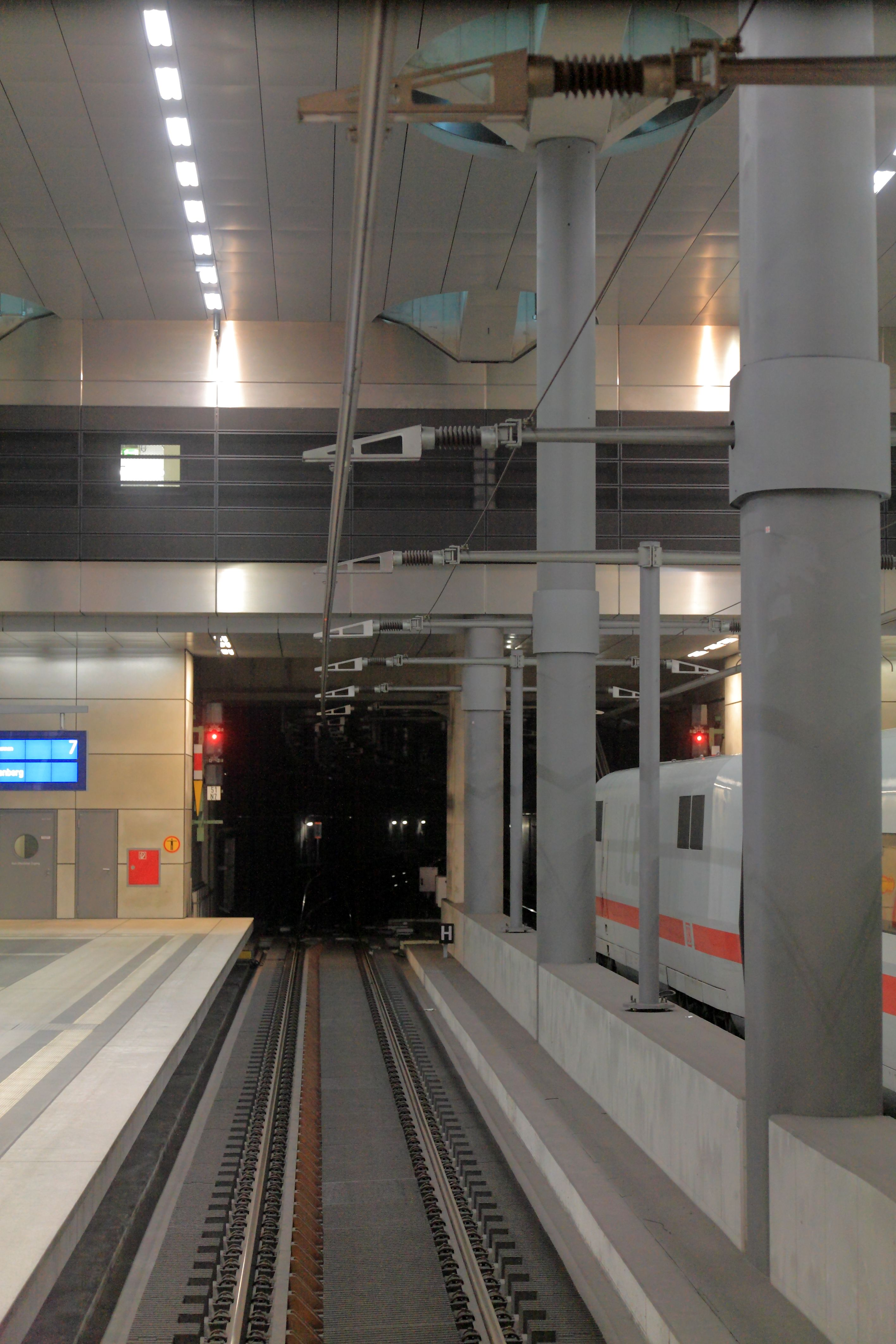
无砟轨道及导电轨

柏林火车总站实现了许多不同的轨道技术特点。因此车站周边的轨道设施，无论是南北长途铁路隧道或是城市铁路主线，都采用无砟轨道。而为了降低噪音，它们还配备了特殊的隔音屏障。在地下车站则安装了节制弹簧系统作为振荡阻尼。
在地下的南北向轨道的车辆供电模式中，使用的是刚性悬挂的导电轨而非传统的接触网。此举可以降低隧道内的净空高度。
由于洪堡港大桥周边的无砟轨道的连接件受损，该区域地上部分的长途和区域列车轨道在2011年底的限速被降低至40公里/小时。而此前的维修尝试均以失败告终。最初，每月将进行一次紧固螺丝的检查，如有必要将会拧紧。德国联邦铁路局则在此期间提出了永久性的解决方案。自2015年起，车站范围内城铁层铁路桥的全部37个行车道过渡结构将被更换为一个新的结构。为此目的，长途和柏林城市快铁轨道将需要进行为期3个月的封闭。工程估算为2,500万欧元。其中车站上层有86天的全封闭施工将专门用于长途及区域运输。据媒体报道，所需的设计资料已被纳入车站的建设阶段。然而由于时间紧迫，它们并没有进行调试。

## 历史

### 规划
当1990年两德统一后不久，柏林州政府便开始在柏林谋求实施一个新的轨道交通概念。因此“蘑菇方案”应运而生，它设想在莱尔特城铁车站的原址旁新建一座现代化的高架车站，除了连接长途和区域线路外，还应该提供快铁和地铁线路的服务。1992年6月，德国联邦政府决定支持这项建设，并主办了名为“莱尔特车站”项目的设计比赛。最终，来自汉堡的GMP建筑事务所在迈因哈特·冯·格尔坎的带领下于1993年2月赢得了比赛。新车站应该在2000年部分开放，并于2002年全面启用。莱尔特车站这一术语仅被用作当时的工程名称，而最终的正式定名则仍然在探讨。
火车总站及南北连接线的审批规划于1995年9月12日获得通过。1997年，联邦政府和德国铁路之间达成了一项总金额为7亿欧元，用于后来的火车总站以及佩勒贝格大街（Perleberger Straße）至施普雷河弯道之间路段的资金协议。联邦政府将为此承担约5亿欧元的资金。
德国铁路委托来自纽约的商业地产公司铁狮门进行车站的开发。工程设计及施工监理则由斯图加特的工程局施莱希（Schlaich, Bergermann und Partner）负责。
火车总站也是在1990年代的所构思的柏林－汉堡磁悬浮铁路计划的终点站。在1998年的动工仪式上，曾计划以8道作为一条仅可从南部到达的尽头式轨道，而磁悬浮列车则在北侧停靠。此外还应该在40米开外进一步构建一个双线车站，而四座站台之中的其中一座站台（复线）将专供磁悬浮列车使用。

### 建设

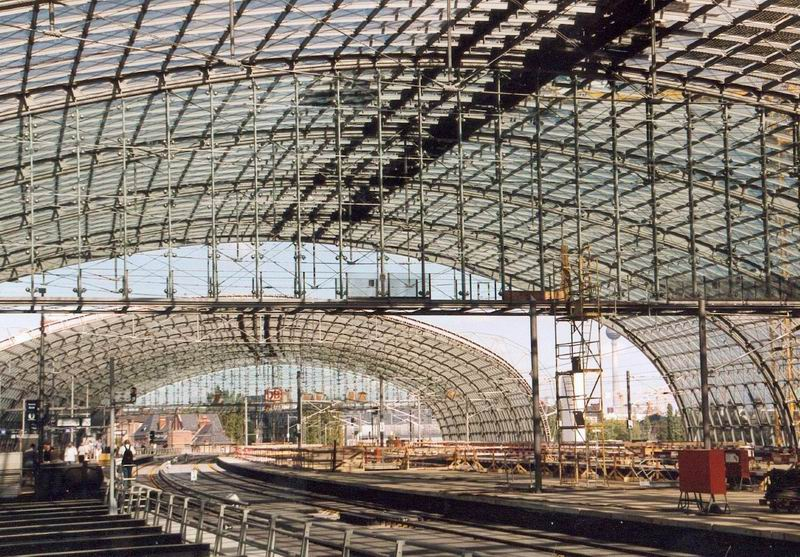
内部视图（2003年）

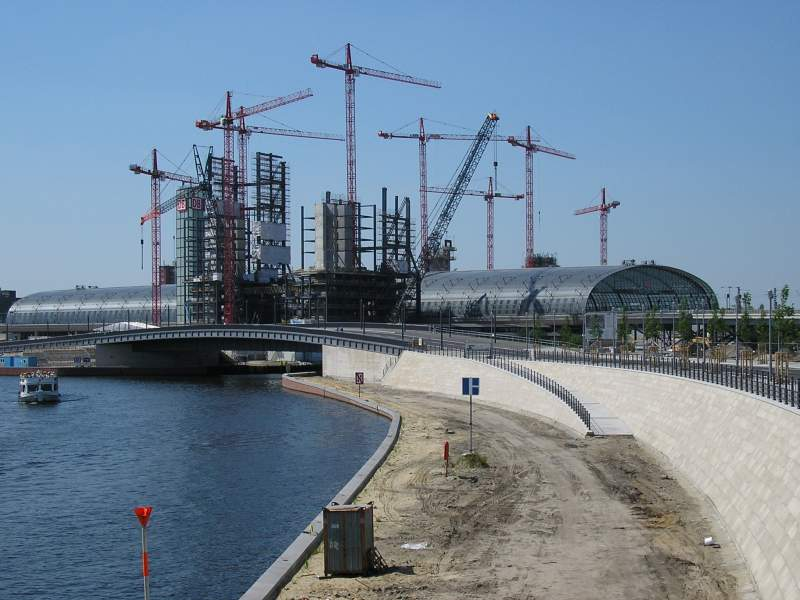
建设工地（2005年）

柏林火车总站的建设、包括其多个路段的接入建设工期是从1995年至2006年。
早在1995年，当局便启动了三条穿越施普雷河隧道的共同建设，至2005年，工程随着莱尔特车站地下的最后一个子路段的完工而结束。与此毗邻的是一条从西至东的公路隧道（蒂尔加滕施普雷河弯道隧道），它于2004年竣工，并有一座60米高的通风塔（排气烟囱）。此外还有一条用于长途及区域轨道的四孔铁路隧道以及一条用于地铁（55号线）的双孔隧道。所有这些项目均被统称为“蒂尔加滕隧道”。
1998年开始了车站地基的挖掘。为得到占地9万平方米、深约20米的地基空间，共计挖掘出150万立方米的土方。作为回报，则使用了22.7万立方米的混凝土和1.3万吨的钢筋。而27米长的升力锚桩（总共250公里）和180公里的斜锚桩则使基底可以有效对抗地下水（20吨/㎡）的浮压力。
1998年9月9日，德国联邦交通部长马蒂亚斯·维斯曼与德国铁路总裁约翰内斯·路德维希（Johannes Ludewig）及柏林市长艾伯哈特·迪普根共同将一块奠基石象征性的投入一个17米深的地基。车站计划在2003年投入使用。建筑成本被估算为8亿德国马克（4.09亿欧元）。每年应该有5,000万人次的长途旅客和8,600万人次的区域旅客使用该车站。
由于地基的沉箱在施工过程中发生地下水渗漏，车站的竣工日期被迫在1999年春季延期。事件导致建设工程的安全理念必须作出广泛的变动，以阻隔约3米深的地下水入侵。根据新的时间表，车站应在2003年完成框架建造，2004年开始试运行。至2001年中期，车站的试运行日程又被延后至2006年。
2001年开始了新的、走向需要略微偏移的城铁轨道桥梁建设，其纵向顶棚也自2002年起开始安装。玻璃钢结构的施工是相关建筑工程中一项特别艰巨的任务，尤其是施工过程中一个极具争议的变动使得玻璃顶棚缩短了约110米。这样做的结果，导致超出列车编组范围的站台西侧暴露于无遮挡的环境中。
2002年2月1日，顶棚开始进行钢梁装配工作。在此之前，由于联邦铁路局对平衡力表示担忧而延迟发放施工许可证，这些支架已被搁置达7个月之久。为了满足城铁轨道偏移在6月16日的截止期限，原本规划430米长的顶棚长度（另有来源称原本的规划长度为451.6米）需要进行缩减：德国铁路总裁哈特穆特·梅多恩所主张的长度为290米，德铁规划师则争取达到320米的长度。从2002年6月16日至21日上午，城铁线路已经完成了偏移转动。城铁大堂在此时的长度已达到321米，并决定以这个长度完工。自2002年7月4日起，车站已定期有快铁列车停靠。
桥梁及主大堂已在同年完工。随后，原法定古蹟单位——莱尔特车站被拆除。

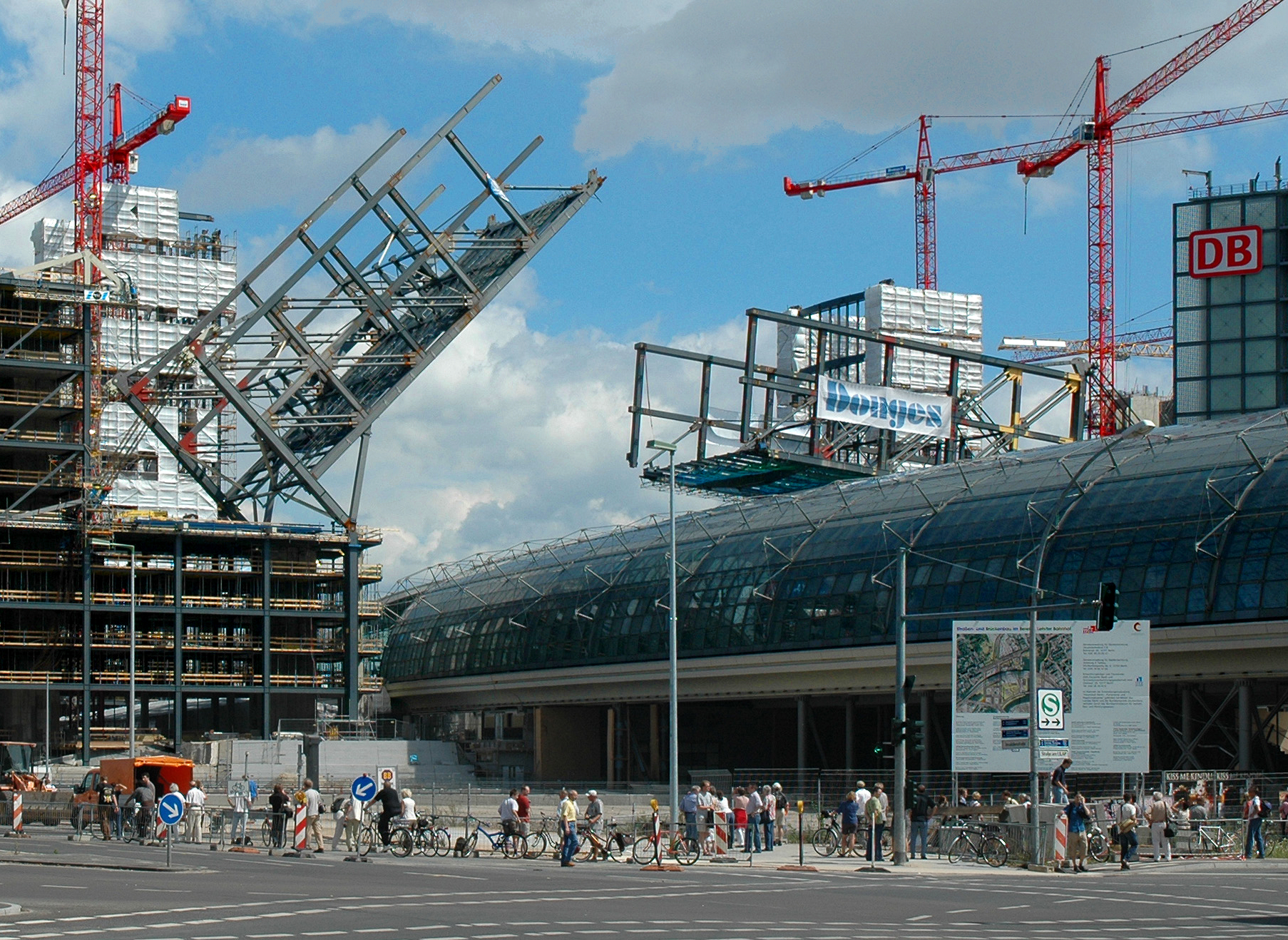
马蹄形跨线桥的西侧部分在2005年7月30日开始下降

马蹄形跨线桥的施工始于2005年。因为营运的轨道交通不允许长期中断，线路的上方也就不允许建筑施工，所以在最初，建筑的4个预装配塔都按垂直“指向天空”的方式建造。西侧的部分于2005年7月30/31日、东侧的部分于8月13/14日通过车站顶棚进行合拢。每个重量达1,250吨的桥梁利用绳索以每小时6米的速度下降，按计划到达指定的水平位置，然后两部分之间2厘米宽的间隙被封闭。
据媒体报道，包含接入线路部分的车站建设总成本约为10亿欧元。连同柏林整体轨道网络的翻新工程，柏林铁路系统至2005年底的投资额达到42亿欧元。而根据1997年所公布的7亿欧元总费用估算增加至12亿欧元，德国铁路的实际出资份额也由2亿欧元增加至5亿欧元。所有成本（包括额外费用）将根据联邦政府和德国铁路签订的融资协议进行固定比例的摊分。
另据媒体报道，马蹄形建筑并未包含在此总成本之中。它们是额外花费了2亿欧元。2007年5月，德国铁路计划将马蹄形建筑改造为欧洲范围内的集团总部。预计改造成本为1,338亿欧元，建设工期为2007年9月1日至2009年8月31日。四座镫部的改建工作随即于同年展开。西南镫部作为首个部分于2010年初完工，其余部分也应跟随在同年年底完成。自2010年3月8日有约1,050名德国铁路员工迁入四座马蹄形建筑的其中三座之后，此后再也没有其它租户入驻这一区域。西镫部至2010年7月已被700名德国铁路员工完全利用，至同年底，德铁车站及服务公司也完成了搬迁。而东镫部的北端（12,500㎡）直至2010年8月仍然没有租户。每个镫部均设有10个楼层。在2000年期间，当局曾考虑不再落实马蹄形建筑的建设，以节省成本。
除了大量的技术变动因为水浸而导致进一步的技术变动外，建设成本增加的原因还包括一些额外的开支。其中被列入账本的包括顶棚上的太阳能电池板、建立一个安全中心以及一个新的行李存储系统。

### 初始规划的变动

#### 缩短东西向顶棚
根据德国铁路的公告，城铁轨道层的顶棚在最初草案中的长度为321.2米。前德国铁路总裁梅多恩形容，由冯·格尔坎在车站建筑设计比赛中获胜的屋顶方案是“如此精确”的贴近模型。在随后的规划中，它被延长至454.6米（西侧延长97.5米，东侧延长35.9米），以覆盖整个站台的长度，然而在进行装配前的2001年12月，它又被缩短为原始的长度。其中在东侧需要安装3个顶棚线段，西侧则为8个。这是由于联邦铁路局对顶棚在铁路营运过程中继续施工表示担忧，因为如果按照先前的总长度，火车总站将可能直至2008年才完全竣工，这就无法赶在2006年世界杯足球赛开幕之前部分或整体投入营运。而与此同时，车站的大部分区段均已落成。早在1996年，顶棚的长度也曾被规划为430米。
缩短顶棚的另一个原因是由于成本的削减。但是，额外的缩短工程也使得一些生产部件需要重新设计和更换，以及对新的平衡力进行计算和测量审批，这导致了成本更为昂贵。据报章报道，费用将达6,640万欧元。然而根据德国铁路董事会的相关数据，由于迫于交货期限的压力，使得车站可以较早投入营运，成本因此可以由7,400万欧元降低为6,400万欧元。联邦资金的份额因此被限定为3,450万欧元。
由于所有的部件（钢梁和玻璃）在此时均已生产出来，并被存放在靠近柏林东站的一座城市铁路高架桥上，因此顶棚的后续补充是可以设想的。柏林州政府对于站台顶棚的缩短、以及由于计划中的邻近居民区的环境噪音恶化而导致的偏移审批规划提起了诉讼，但遭到德国联邦最高行政法院的驳回。后续将顶棚延伸至最初计划的长度将耗费5,400万至5,800万欧元的成本（2012年数据）。
在联邦交通部于2008年的一份委托报告中表明，后续的顶棚延伸成本为5,300万欧元（净值）。然而，相应的工程在正运行的铁路营运中是不可能展开的，因为轨道上方没有足够的净空限界，并且顶棚下缘也没有足够的空间架设所需的保护与支撑脚架。这些脚架还需要轨道路基的支撑，因为纤细的站台结构无法承受这样的负荷要求。对于西侧的顶棚需要解决仅可在轨道设施上方进行装配的问题。为了这一目的，城铁轨道将需要完全封闭超过半年以上。而东侧（较短的）顶棚则与此相反，它可以在车站旁进行预装配，再利用大型起重机吊装。在这一部分中，将最多需要完全封闭3个月。上述的成本预算为5,300万欧元，另有1,600万欧元的后续成本来自铁路营运中断造成的损失。在德国联邦议院于2008年6月25日举行的交通理事会会议上，与会代表以压倒多数通过了延长顶棚的提议。
由于原计划将在2015年或2016年对车站上层部分进行数个月的封闭以进行轨道设施的翻新，当局也考虑利用这段时间进行大堂顶棚的延长工程。德国铁路的代表随后在2013年中期、于德国联邦议院的交通理事会会议前宣布，延长工程将会造成为期一年半的封闭和大约1亿欧元的开支。对于工程最终是否落实，目前仍悬而未决。

#### 变更地下大堂吊顶
地下站台的吊顶曾经是一个呈拱顶状、构造明亮的设计。然而在实际施工中，这个由建筑师冯·格尔坎所设计的吊顶被一个普通的平面吊顶所取代。冯·格尔坎表明，这种重新规划将导致较高的建设成本，同时建设工期甚至会延长。在另一次工作公开演讲中，他也谈到了这些变化是他所不允许的。2005年10月，格尔坎以侵犯著作权为由，对德国铁路这些未经授权的重新规划提起了诉讼。据德国铁路报道，该建筑师的索赔金额比原酬金增加了一倍，达到39万欧元。
2006年11月28日，柏林地方法院判定原告胜诉。主审法官指出，火车总站的平面吊顶已经“严重扭曲”，并建议后续改装为设计原貌。德国铁路估计这种转换的工期需时三年，将需要再耗费4,000万欧元的资金，并宣布提出上诉。他们同时指出曾多次呼吁建筑师降低建筑成本，但都告失败。
在另一篇评论中，证实了德国铁路董事会对地下空间的变动造成成本显著增加。因此，初始规划中的成本原为700万欧元，但至1997年已经上涨至1,200万欧元。最具经济效益的平面吊顶是由另一位建筑师提出，但由于格尔坎常年的否决，该计划只能自己实施。
至2008年，德国铁路与格尔坎的建筑事务所达成一项和解协议，前者将支付一笔未准确公布的金额作为GMP建筑事务所的基金，以促进年轻建筑师的发展。

### 开幕式

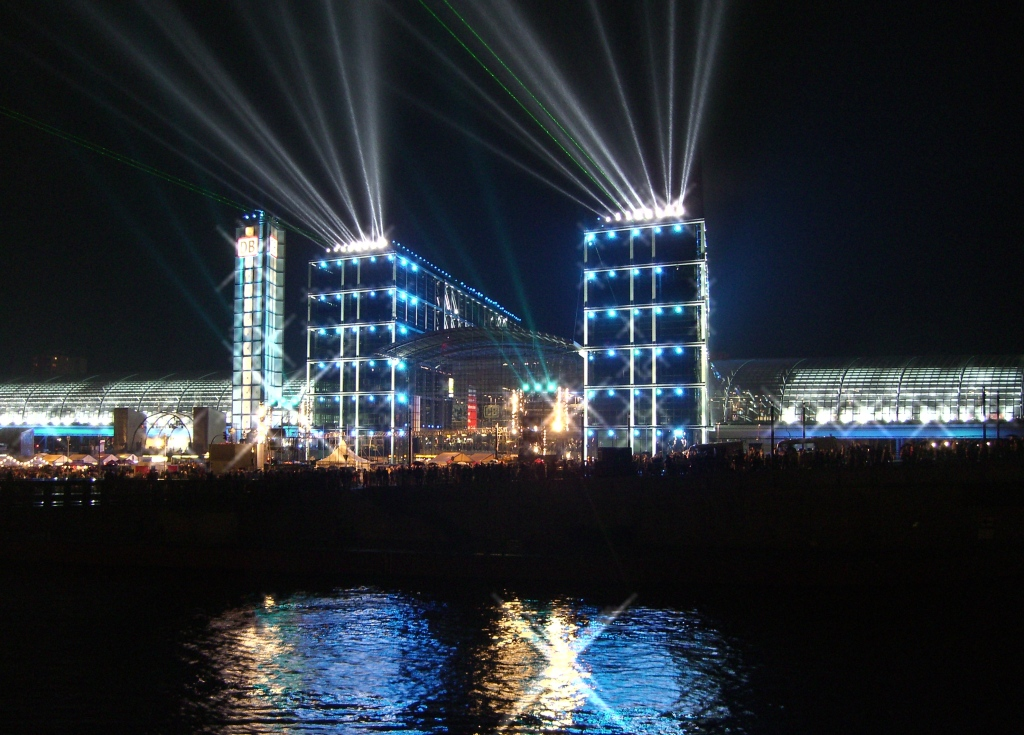
车站的开幕庆典（灯光交响乐）

2006年3月4日，首列ICE列车驶入车站的地下站台。
2006年5月26日傍晚，随着德国总理安格拉·默克尔连同时任交通部长的沃尔夫冈·蒂芬塞乘坐一班特别列车从莱比锡抵达，宣告了车站正式开业。自22:30分起，在灵魂歌手艾曼、柏林乐队玛丽安广场（Mariannenplatz）和摇滚乐队雷蒙完成音乐会献唱后，一个由灯光艺术家杰里·阿佩特（Jerry Appelt）所构思的“灯光交响乐（Lichtsinfonie）”开始在建筑外立面呈现。午夜过后，车站在主题为“车站长夜（Langen Nacht des Bahnhofs）”的活动过程中面向游客开放，并持续至凌晨3点。5月27日，除了在火车总站举行BAP的音乐会外，一些其它的新建车站，例如健康泉站、波茨坦广场站和南十字站等也举办了进一步的庆祝活动。柏林火车总站的长途及区域运输车站于2006年5月28日正式通车。前往埃伯斯瓦尔德的区域快车作为首班列车，于0:29分发车。最初车站每天提供有164班长途列车和314班区域列车的停靠服务。
在投入营运的前几个月，火车总站的服务理念进行了一些更改。因此，在车站南侧额外新增了一个服务点、一个公共厕所及一些座椅。

### 奖项
柏林火车总站于2007年9月被专业轨道联盟协会授予了“年度车站奖”。
2008年，火车总站的设计得到了“布鲁内尔奖”的认可，这是一个专业的铁路设计奖项。
由欧洲联盟委员会向柏林市颁发的“2013年访问城市奖（Access City Award 2013）”牌匾已由相关代表贴附在柏林火车总站。这是因为该车站建筑被视为可以无障碍访问柏林的长途及区域运输通道的一个最佳范例。这项无障碍环境的欧洲最高荣誉将会在柏林保留一年。

### 车站命名
关于新车站的命名曾进行过很长一段时间的讨论。柏林方面希望保留传统的名称“莱尔特车站”（意为通往莱尔特的车站），其中德国铁路在早期的规划阶段也将建设工程暂定名为莱尔特车站。随后德国铁路指出，这一名称可能会导致混淆，同时也无法与新枢纽车站的中心位置相匹配，因此仅使用“柏林火车总站”的名称便已足够。2002年夏天，柏林州政府和德国铁路分别对柏林的民众进行了一项问卷调查，在三种命名方式中，7,860名受访者有超过70%都倾向于保留莱尔特车站的名称。然而尽管遭到了多次抗议，柏林州政府和德国铁路的管理层仍然决定自2002年12月25日起，正式使用“柏林火车总站-莱尔特车站”的双重命名。2005年春天，德国铁路又宣布，车站将在2006年5月26日开幕之际摒弃双重命名，并仅保留柏林火车总站的称谓。而在上层出站大厅的快铁站台则将继续沿用莱尔特车站的铭牌。

## 列车服务

### 长途运输
截至2014年，共有下列班次的长途运输服务在柏林火车总站到发：
| 线路     | 走向 | 走向 | 走向 | 走向 | 走向 | 站台 | 频率                 |
| -------- | --- | --- | --- | --- | --- | ---- | -------------------- |
| ICE 10   | 柏林东 － 柏林 － 柏林-斯潘道 － （沃尔夫斯堡 －） 汉诺威 － 比勒费尔德 － 哈姆 － | 多特蒙德 － 埃森 － 杜伊斯堡 － 杜塞尔多夫 (－ 科隆 / 科隆展会/道依茨 － 科隆/波恩机场） | 多特蒙德 － 埃森 － 杜伊斯堡 － 杜塞尔多夫 (－ 科隆 / 科隆展会/道依茨 － 科隆/波恩机场） | 多特蒙德 － 埃森 － 杜伊斯堡 － 杜塞尔多夫 (－ 科隆 / 科隆展会/道依茨 － 科隆/波恩机场） | 多特蒙德 － 埃森 － 杜伊斯堡 － 杜塞尔多夫 (－ 科隆 / 科隆展会/道依茨 － 科隆/波恩机场） | 高   | 每小时1班            |
| ICE 10   | 柏林东 － 柏林 － 柏林-斯潘道 － （沃尔夫斯堡 －） 汉诺威 － 比勒费尔德 － 哈姆 － | 哈根 － 伍珀塔尔 － 科隆 （－ 波恩 － 科布伦茨） | | | | 高   | 每小时1班            |
| ICE 11   | 柏林东 － 柏林 － 布伦瑞克 － 卡塞尔-威廉山 － 法兰克福 － 曼海姆 － 斯图加特 － 乌尔姆 － 奥格斯堡 － 慕尼黑 | 柏林东 － 柏林 － 布伦瑞克 － 卡塞尔-威廉山 － 法兰克福 － 曼海姆 － 斯图加特 － 乌尔姆 － 奥格斯堡 － 慕尼黑 | 柏林东 － 柏林 － 布伦瑞克 － 卡塞尔-威廉山 － 法兰克福 － 曼海姆 － 斯图加特 － 乌尔姆 － 奥格斯堡 － 慕尼黑 | 柏林东 － 柏林 － 布伦瑞克 － 卡塞尔-威廉山 － 法兰克福 － 曼海姆 － 斯图加特 － 乌尔姆 － 奥格斯堡 － 慕尼黑 | 柏林东 － 柏林 － 布伦瑞克 － 卡塞尔-威廉山 － 法兰克福 － 曼海姆 － 斯图加特 － 乌尔姆 － 奥格斯堡 － 慕尼黑 | 高   | 两小时1班            |
| ICE 12   | 柏林东 － 柏林 － 布伦瑞克 － 卡塞尔-威廉山 － 法兰克福 － 曼海姆 － 卡尔斯鲁厄 － 弗赖堡 － 巴塞尔 （－ 苏黎世 － 因特拉肯东）                                                                                     | 柏林东 － 柏林 － 布伦瑞克 － 卡塞尔-威廉山 － 法兰克福 － 曼海姆 － 卡尔斯鲁厄 － 弗赖堡 － 巴塞尔 （－ 苏黎世 － 因特拉肯东）                                                                                     | 柏林东 － 柏林 － 布伦瑞克 － 卡塞尔-威廉山 － 法兰克福 － 曼海姆 － 卡尔斯鲁厄 － 弗赖堡 － 巴塞尔 （－ 苏黎世 － 因特拉肯东）                                                                                     | 柏林东 － 柏林 － 布伦瑞克 － 卡塞尔-威廉山 － 法兰克福 － 曼海姆 － 卡尔斯鲁厄 － 弗赖堡 － 巴塞尔 （－ 苏黎世 － 因特拉肯东）                                                                                     | 柏林东 － 柏林 － 布伦瑞克 － 卡塞尔-威廉山 － 法兰克福 － 曼海姆 － 卡尔斯鲁厄 － 弗赖堡 － 巴塞尔 （－ 苏黎世 － 因特拉肯东）                                                                                     | 高   | 两小时1班            |
| ICE 28   | （基尔 －） 汉堡 － 柏林 | （基尔 －） 汉堡 － 柏林 | （基尔 －） 汉堡 － 柏林 | （基尔 －） 汉堡 － 柏林 | （基尔 －） 汉堡 － 柏林 | 低   | 每小时1班            |
| ICE 28   | （基尔 －） 汉堡 － | 柏林 － 维滕贝格 － 莱比锡 － 耶拿乐园 － 埃森纳赫 － 纽伦堡 － | 因戈尔施塔特 － | 慕尼黑 | （－ 因斯布鲁克） | 低   | 两小时1班            |
| ICE 28   | （瓦尔内明德 － 罗斯托克 / 施特拉尔松德 －） 柏林健康泉 － | 柏林 － 维滕贝格 － 莱比锡 － 耶拿乐园 － 埃森纳赫 － 纽伦堡 － | 奥格斯堡 － | 慕尼黑 | （－ 加米尔施-帕滕基兴） | 低   | 两小时1班            |
| ICE 75   | 柏林 － 汉堡 － 吕贝克 － 奥尔登堡 － 普特加登 － 哥本哈根 | 柏林 － 汉堡 － 吕贝克 － 奥尔登堡 － 普特加登 － 哥本哈根 | 柏林 － 汉堡 － 吕贝克 － 奥尔登堡 － 普特加登 － 哥本哈根 | 柏林 － 汉堡 － 吕贝克 － 奥尔登堡 － 普特加登 － 哥本哈根 | 柏林 － 汉堡 － 吕贝克 － 奥尔登堡 － 普特加登 － 哥本哈根 | 高   | 每日1班              |
| ICE 76   | 柏林 － 汉堡 － 新明斯特 － 弗伦斯堡 － 奥胡斯 | 柏林 － 汉堡 － 新明斯特 － 弗伦斯堡 － 奥胡斯 | 柏林 － 汉堡 － 新明斯特 － 弗伦斯堡 － 奥胡斯 | 柏林 － 汉堡 － 新明斯特 － 弗伦斯堡 － 奥胡斯 | 柏林 － 汉堡 － 新明斯特 － 弗伦斯堡 － 奥胡斯 | 高   | 每日1班              |
| IC/EC 27 | （宾茨 / 韦斯特兰 － 汉堡 －） 柏林 － 德累斯顿 － 布拉格 － 布尔诺 （－ 维也纳 / 布拉迪斯拉发 － 布达佩斯） | （宾茨 / 韦斯特兰 － 汉堡 －） 柏林 － 德累斯顿 － 布拉格 － 布尔诺 （－ 维也纳 / 布拉迪斯拉发 － 布达佩斯） | （宾茨 / 韦斯特兰 － 汉堡 －） 柏林 － 德累斯顿 － 布拉格 － 布尔诺 （－ 维也纳 / 布拉迪斯拉发 － 布达佩斯） | （宾茨 / 韦斯特兰 － 汉堡 －） 柏林 － 德累斯顿 － 布拉格 － 布尔诺 （－ 维也纳 / 布拉迪斯拉发 － 布达佩斯） | （宾茨 / 韦斯特兰 － 汉堡 －） 柏林 － 德累斯顿 － 布拉格 － 布尔诺 （－ 维也纳 / 布拉迪斯拉发 － 布达佩斯） | 低   | 两小时1班            |
| IC 28    | 瓦尔内明德 － 柏林 － 莱比锡 － 纽伦堡 － 奥格斯堡 － 慕尼黑 | 瓦尔内明德 － 柏林 － 莱比锡 － 纽伦堡 － 奥格斯堡 － 慕尼黑 | 瓦尔内明德 － 柏林 － 莱比锡 － 纽伦堡 － 奥格斯堡 － 慕尼黑 | 瓦尔内明德 － 柏林 － 莱比锡 － 纽伦堡 － 奥格斯堡 － 慕尼黑 | 瓦尔内明德 － 柏林 － 莱比锡 － 纽伦堡 － 奥格斯堡 － 慕尼黑 | 低   | 每日1班              |
| IC/EC 32 | （柏林 － 汉诺威 －） 多特蒙德 － 埃森 － 杜伊斯堡 － 科隆 － 科布伦茨 － 曼海姆 － 斯图加特 | （柏林 － 汉诺威 －） 多特蒙德 － 埃森 － 杜伊斯堡 － 科隆 － 科布伦茨 － 曼海姆 － 斯图加特 | （柏林 － 汉诺威 －） 多特蒙德 － 埃森 － 杜伊斯堡 － 科隆 － 科布伦茨 － 曼海姆 － 斯图加特 | （－ 乌尔姆 － 奥格斯堡 － 慕尼黑 － 萨尔茨堡 － 克拉根福） | （－ 乌尔姆 － 奥格斯堡 － 慕尼黑 － 萨尔茨堡 － 克拉根福） | 低   | 两小时1班 （仅周末） |
| IC/EC 32 | （柏林 － 汉诺威 －） 多特蒙德 － 埃森 － 杜伊斯堡 － 科隆 － 科布伦茨 － 曼海姆 － 斯图加特 | （柏林 － 汉诺威 －） 多特蒙德 － 埃森 － 杜伊斯堡 － 科隆 － 科布伦茨 － 曼海姆 － 斯图加特 | （柏林 － 汉诺威 －） 多特蒙德 － 埃森 － 杜伊斯堡 － 科隆 － 科布伦茨 － 曼海姆 － 斯图加特 | （－ 乌尔姆 － 林道 － 因斯布鲁克） | | 低   | 两小时1班 （仅周末） |
| IC/EC 32 | （柏林 － 汉诺威 －） 多特蒙德 － 埃森 － 杜伊斯堡 － 科隆 － 科布伦茨 － 曼海姆 － 斯图加特 | （柏林 － 汉诺威 －） 多特蒙德 － 埃森 － 杜伊斯堡 － 科隆 － 科布伦茨 － 曼海姆 － 斯图加特 | （柏林 － 汉诺威 －） 多特蒙德 － 埃森 － 杜伊斯堡 － 科隆 － 科布伦茨 － 曼海姆 － 斯图加特 | （－ 罗伊特林根 － 蒂宾根） | | 低   | 两小时1班 （仅周末） |
| IC 50    | 宾茨 － 施特拉尔松德 － 柏林 － 哈勒 － 埃尔福特 － 富尔达 － 法兰克福南 － 法兰克福机场 | 宾茨 － 施特拉尔松德 － 柏林 － 哈勒 － 埃尔福特 － 富尔达 － 法兰克福南 － 法兰克福机场 | 宾茨 － 施特拉尔松德 － 柏林 － 哈勒 － 埃尔福特 － 富尔达 － 法兰克福南 － 法兰克福机场 | 宾茨 － 施特拉尔松德 － 柏林 － 哈勒 － 埃尔福特 － 富尔达 － 法兰克福南 － 法兰克福机场 | 宾茨 － 施特拉尔松德 － 柏林 － 哈勒 － 埃尔福特 － 富尔达 － 法兰克福南 － 法兰克福机场 | 低   | 个别班次             |
| IC 56    | 莱比锡 － 哈勒 － 马格德堡 － 波茨坦 － 柏林 － 科特布斯 | 莱比锡 － 哈勒 － 马格德堡 － 波茨坦 － 柏林 － 科特布斯 | 莱比锡 － 哈勒 － 马格德堡 － 波茨坦 － 柏林 － 科特布斯 | 莱比锡 － 哈勒 － 马格德堡 － 波茨坦 － 柏林 － 科特布斯 | 莱比锡 － 哈勒 － 马格德堡 － 波茨坦 － 柏林 － 科特布斯 | 高   | 每日1班              |
| IC 77    | 柏林东 － 柏林 － 沃尔夫斯堡 － 汉诺威 － 奥斯纳布吕克 （－ 明斯特） － 赖内 － 阿姆斯特丹 | 柏林东 － 柏林 － 沃尔夫斯堡 － 汉诺威 － 奥斯纳布吕克 （－ 明斯特） － 赖内 － 阿姆斯特丹 | 柏林东 － 柏林 － 沃尔夫斯堡 － 汉诺威 － 奥斯纳布吕克 （－ 明斯特） － 赖内 － 阿姆斯特丹 | 柏林东 － 柏林 － 沃尔夫斯堡 － 汉诺威 － 奥斯纳布吕克 （－ 明斯特） － 赖内 － 阿姆斯特丹 | 柏林东 － 柏林 － 沃尔夫斯堡 － 汉诺威 － 奥斯纳布吕克 （－ 明斯特） － 赖内 － 阿姆斯特丹 | 高   | 两小时1班            |
| EC 95    | 柏林 － 奥德河畔法兰克福 － 波兹南 － 华沙 | 柏林 － 奥德河畔法兰克福 － 波兹南 － 华沙 | 柏林 － 奥德河畔法兰克福 － 波兹南 － 华沙 | 柏林 － 奥德河畔法兰克福 － 波兹南 － 华沙 | 柏林 － 奥德河畔法兰克福 － 波兹南 － 华沙 | 高   | 个别班次             |
| EC 99    | 汉堡-阿尔托纳 － 萨尔茨韦德尔 － 柏林 － 科特布斯 － 弗罗茨瓦夫 － 克拉科夫 | 汉堡-阿尔托纳 － 萨尔茨韦德尔 － 柏林 － 科特布斯 － 弗罗茨瓦夫 － 克拉科夫 | 汉堡-阿尔托纳 － 萨尔茨韦德尔 － 柏林 － 科特布斯 － 弗罗茨瓦夫 － 克拉科夫 | 汉堡-阿尔托纳 － 萨尔茨韦德尔 － 柏林 － 科特布斯 － 弗罗茨瓦夫 － 克拉科夫 | 汉堡-阿尔托纳 － 萨尔茨韦德尔 － 柏林 － 科特布斯 － 弗罗茨瓦夫 － 克拉科夫 | 高   | 个别班次             |
| X        | InterConnex 莱比锡 － 柏林 － 诺伊斯特雷利茨 － 米里茨湖畔瓦伦 － 罗斯托克 － 瓦尔内明德 | InterConnex 莱比锡 － 柏林 － 诺伊斯特雷利茨 － 米里茨湖畔瓦伦 － 罗斯托克 － 瓦尔内明德 | InterConnex 莱比锡 － 柏林 － 诺伊斯特雷利茨 － 米里茨湖畔瓦伦 － 罗斯托克 － 瓦尔内明德 | InterConnex 莱比锡 － 柏林 － 诺伊斯特雷利茨 － 米里茨湖畔瓦伦 － 罗斯托克 － 瓦尔内明德 | InterConnex 莱比锡 － 柏林 － 诺伊斯特雷利茨 － 米里茨湖畔瓦伦 － 罗斯托克 － 瓦尔内明德 | 低   | 个别班次             |
| HBX      | 哈茨山-柏林快车 柏林东 － 柏林 － 波茨坦 － 马格德堡 － 哈尔伯施塔特 （解编） － 奎德林堡 － 塔勒 / 韦尔尼格罗德 － 菲嫩堡                                                                                          | 哈茨山-柏林快车 柏林东 － 柏林 － 波茨坦 － 马格德堡 － 哈尔伯施塔特 （解编） － 奎德林堡 － 塔勒 / 韦尔尼格罗德 － 菲嫩堡                                                                                          | 哈茨山-柏林快车 柏林东 － 柏林 － 波茨坦 － 马格德堡 － 哈尔伯施塔特 （解编） － 奎德林堡 － 塔勒 / 韦尔尼格罗德 － 菲嫩堡                                                                                          | 哈茨山-柏林快车 柏林东 － 柏林 － 波茨坦 － 马格德堡 － 哈尔伯施塔特 （解编） － 奎德林堡 － 塔勒 / 韦尔尼格罗德 － 菲嫩堡                                                                                          | 哈茨山-柏林快车 柏林东 － 柏林 － 波茨坦 － 马格德堡 － 哈尔伯施塔特 （解编） － 奎德林堡 － 塔勒 / 韦尔尼格罗德 － 菲嫩堡                                                                                          | 高   | 个别班次             |
| D        | 柏林 － 波兹南 － 华沙 － 布列斯特 － 明斯克 － 斯摩棱斯克 － 下诺夫哥罗德 － 彼尔姆 － 叶卡捷琳堡 － 鄂木斯克 － 新西伯利亚 （联运车厢通往诸如莫斯科、圣彼得堡、乌法、顿河畔罗斯托夫、车里雅宾斯克及阿斯塔纳等地） | 柏林 － 波兹南 － 华沙 － 布列斯特 － 明斯克 － 斯摩棱斯克 － 下诺夫哥罗德 － 彼尔姆 － 叶卡捷琳堡 － 鄂木斯克 － 新西伯利亚 （联运车厢通往诸如莫斯科、圣彼得堡、乌法、顿河畔罗斯托夫、车里雅宾斯克及阿斯塔纳等地） | 柏林 － 波兹南 － 华沙 － 布列斯特 － 明斯克 － 斯摩棱斯克 － 下诺夫哥罗德 － 彼尔姆 － 叶卡捷琳堡 － 鄂木斯克 － 新西伯利亚 （联运车厢通往诸如莫斯科、圣彼得堡、乌法、顿河畔罗斯托夫、车里雅宾斯克及阿斯塔纳等地） | 柏林 － 波兹南 － 华沙 － 布列斯特 － 明斯克 － 斯摩棱斯克 － 下诺夫哥罗德 － 彼尔姆 － 叶卡捷琳堡 － 鄂木斯克 － 新西伯利亚 （联运车厢通往诸如莫斯科、圣彼得堡、乌法、顿河畔罗斯托夫、车里雅宾斯克及阿斯塔纳等地） | 柏林 － 波兹南 － 华沙 － 布列斯特 － 明斯克 － 斯摩棱斯克 － 下诺夫哥罗德 － 彼尔姆 － 叶卡捷琳堡 － 鄂木斯克 － 新西伯利亚 （联运车厢通往诸如莫斯科、圣彼得堡、乌法、顿河畔罗斯托夫、车里雅宾斯克及阿斯塔纳等地） | 高   |                      |
| D        | 柏林 － 波兹南 － 华沙 － 基辅 － 哈尔科夫 （联运车厢通往诸如敖德萨、利沃夫及顿涅茨克等地） | 柏林 － 波兹南 － 华沙 － 基辅 － 哈尔科夫 （联运车厢通往诸如敖德萨、利沃夫及顿涅茨克等地） | 柏林 － 波兹南 － 华沙 － 基辅 － 哈尔科夫 （联运车厢通往诸如敖德萨、利沃夫及顿涅茨克等地） | 柏林 － 波兹南 － 华沙 － 基辅 － 哈尔科夫 （联运车厢通往诸如敖德萨、利沃夫及顿涅茨克等地） | 柏林 － 波兹南 － 华沙 － 基辅 － 哈尔科夫 （联运车厢通往诸如敖德萨、利沃夫及顿涅茨克等地） | 高   |                      |

### 短途运输
截至2014年，共有11条短途列车线路途经柏林火车总站：
| 线路  | 走向 | 走向 | 走向 | 站台 |
| ----- | --- | --- | --- | ---- |
| RE 1  | 马格德堡 － 勃兰登堡 － 波茨坦 － 柏林-夏洛滕堡 － 柏林 － 埃尔克纳 － 菲尔斯滕瓦尔德 － 奥德河畔法兰克福 （－ 科特布斯） | 马格德堡 － 勃兰登堡 － 波茨坦 － 柏林-夏洛滕堡 － 柏林 － 埃尔克纳 － 菲尔斯滕瓦尔德 － 奥德河畔法兰克福 （－ 科特布斯） | 马格德堡 － 勃兰登堡 － 波茨坦 － 柏林-夏洛滕堡 － 柏林 － 埃尔克纳 － 菲尔斯滕瓦尔德 － 奥德河畔法兰克福 （－ 科特布斯） | 高   |
| RE 2  | 维斯马 － 什未林 － 维滕贝格 － 诺伊施塔特 － 柏林-斯潘道 － 柏林 － 柯尼希斯武斯特豪森 － 吕本 － 科特布斯               | 维斯马 － 什未林 － 维滕贝格 － 诺伊施塔特 － 柏林-斯潘道 － 柏林 － 柯尼希斯武斯特豪森 － 吕本 － 科特布斯               | 维斯马 － 什未林 － 维滕贝格 － 诺伊施塔特 － 柏林-斯潘道 － 柏林 － 柯尼希斯武斯特豪森 － 吕本 － 科特布斯               | 高   |
| RE 3  | 埃尔斯特韦达 － 多贝尔卢格-基尔夏因 － 文斯多夫-瓦尔德施塔特 － 柏林 － 埃伯斯瓦尔德 － 安格尔明德 –                      | 埃尔斯特韦达 － 多贝尔卢格-基尔夏因 － 文斯多夫-瓦尔德施塔特 － 柏林 － 埃伯斯瓦尔德 － 安格尔明德 –                      | 普伦茨劳 － 格赖夫斯瓦尔德 － 施特拉尔松德                                                                                | 低   |
| RE 3  | 埃尔斯特韦达 － 多贝尔卢格-基尔夏因 － 文斯多夫-瓦尔德施塔特 － 柏林 － 埃伯斯瓦尔德 － 安格尔明德 –                      | 埃尔斯特韦达 － 多贝尔卢格-基尔夏因 － 文斯多夫-瓦尔德施塔特 － 柏林 － 埃伯斯瓦尔德 － 安格尔明德 –                      | 施韦特 | 低   |
| RE 4  | 于特博格 － 路德维希斯费尔德 － 泰尔托 － 柏林 － 柏林-斯潘道 － 达尔戈-德贝里茨 － 武斯特尔马尔克 － 拉特诺              | 于特博格 － 路德维希斯费尔德 － 泰尔托 － 柏林 － 柏林-斯潘道 － 达尔戈-德贝里茨 － 武斯特尔马尔克 － 拉特诺              | 于特博格 － 路德维希斯费尔德 － 泰尔托 － 柏林 － 柏林-斯潘道 － 达尔戈-德贝里茨 － 武斯特尔马尔克 － 拉特诺              | 低   |
| RE 5  | 维滕贝格 － | 于特博格 － 路德维希斯费尔德 － 柏林 － 奥拉宁堡 － 诺伊斯特雷利茨 －                                                     | 居斯特罗 － 罗斯托克 | 低   |
| RE 5  | 法尔肯贝格 － | 于特博格 － 路德维希斯费尔德 － 柏林 － 奥拉宁堡 － 诺伊斯特雷利茨 －                                                     | 新勃兰登堡 － 施特拉尔松德                                                                                                | 低   |
| RE 7  | 德绍 － 巴特贝尔齐希 － 贝利茨-海尔斯泰滕 － 米兴多夫 － 柏林 － 柏林-舍讷费尔德机场 － 朗斯多夫 － 文斯多夫-瓦尔德施塔特 | 德绍 － 巴特贝尔齐希 － 贝利茨-海尔斯泰滕 － 米兴多夫 － 柏林 － 柏林-舍讷费尔德机场 － 朗斯多夫 － 文斯多夫-瓦尔德施塔特 | 德绍 － 巴特贝尔齐希 － 贝利茨-海尔斯泰滕 － 米兴多夫 － 柏林 － 柏林-舍讷费尔德机场 － 朗斯多夫 － 文斯多夫-瓦尔德施塔特 | 高   |
| RB 10 | 柏林 － 柏林-处女地 － 柏林-斯潘道 － 法尔肯塞 － 瑙恩                                                                    | 柏林 － 柏林-处女地 － 柏林-斯潘道 － 法尔肯塞 － 瑙恩                                                                    | 柏林 － 柏林-处女地 － 柏林-斯潘道 － 法尔肯塞 － 瑙恩                                                                    | 低   |
| RB 14 | 柏林-舍讷费尔德机场 － 柏林 － 柏林-斯潘道 － 法尔肯塞 － 瑙恩                                                            | 柏林-舍讷费尔德机场 － 柏林 － 柏林-斯潘道 － 法尔肯塞 － 瑙恩                                                            | 柏林-舍讷费尔德机场 － 柏林 － 柏林-斯潘道 － 法尔肯塞 － 瑙恩                                                            | 高   |
| RB 19 | 柏林健康泉 － 柏林 － 柏林-舍讷费尔德机场 － 柯尼希斯武斯特豪森 － 吕本 － 卡劳 － 森夫滕贝格                             | 柏林健康泉 － 柏林 － 柏林-舍讷费尔德机场 － 柯尼希斯武斯特豪森 － 吕本 － 卡劳 － 森夫滕贝格                             | 柏林健康泉 － 柏林 － 柏林-舍讷费尔德机场 － 柯尼希斯武斯特豪森 － 吕本 － 卡劳 － 森夫滕贝格                             | 低   |
| RB 21 | 柏林腓特烈大街 － 柏林 － 柏林-万湖 － 波茨坦 － 戈尔姆 － 武斯特尔马尔克                                                 | 柏林腓特烈大街 － 柏林 － 柏林-万湖 － 波茨坦 － 戈尔姆 － 武斯特尔马尔克                                                 | 柏林腓特烈大街 － 柏林 － 柏林-万湖 － 波茨坦 － 戈尔姆 － 武斯特尔马尔克                                                 | 高   |
| RB 22 | 柏林腓特烈大街 － 柏林 － 柏林-万湖 － 波茨坦 － 戈尔姆 － 萨尔姆恩德 － 柏林-舍讷费尔德机场 － 柯尼希斯武斯特豪森        | 柏林腓特烈大街 － 柏林 － 柏林-万湖 － 波茨坦 － 戈尔姆 － 萨尔姆恩德 － 柏林-舍讷费尔德机场 － 柯尼希斯武斯特豪森        | 柏林腓特烈大街 － 柏林 － 柏林-万湖 － 波茨坦 － 戈尔姆 － 萨尔姆恩德 － 柏林-舍讷费尔德机场 － 柯尼希斯武斯特豪森        | 高   |

### 地铁
目前仅有1条地铁线路经过本站，即柏林地鐵5號線。

### 快铁
截至2014年，共有3条快铁和线路途经柏林火车总站：
| 线路 | 走向 | 站台 |
| ---- | --- | ---- |
|      | 施潘道 － 施特雷索 － 皮谢尔斯贝格 － 奥林匹克体育场 － 陆军大街 － 展览馆南 － 西十字 － 夏洛滕堡 － 萨维尼广场 － 动物园 － 蒂尔加滕 － 贝勒维宫 － 柏林总站 － 腓特烈大街 － 哈克市場 － 亚历山大广场 － 扬诺维茨桥 － 柏林东站 － 华沙大街 － 东十字 － 内尔德纳广场 － 利希滕贝格 － 腓特烈费尔德东 － 比斯多夫 － 武勒河谷 － 考尔斯多夫 － 马尔斯多夫 － 比尔肯斯泰因 － 霍珀加滕 － 诺恩哈根 － 弗雷德斯多夫 － 彼得斯哈根北 － 施特劳斯贝格 － 赫格尔米勒 － 施特劳斯贝格城 － 施特劳斯贝格北 | 高   |
|      | 波茨坦总站 － 巴贝尔斯贝格 － 格里布尼茨湖 － 万湖 － 尼古拉斯湖 － 格鲁讷瓦尔德 － 西十字 － 夏洛滕堡 － 萨维尼广场 － 动物园 － 蒂尔加滕 － 贝勒维宫 － 火车总站 － 腓特烈大街 － 哈克市场 － 亚历山大广场 － 扬诺维茨桥 － 火车东站 － 华沙大街 － 东十字 － 内尔德纳广场 － 利希滕贝格 － 腓特烈斯费尔德东 － 施普灵湖 － 珀尔肖大街 － 马尔灿 － 拉乌尔·瓦伦贝格大街 － 梅洛大道 － 阿伦斯费尔德                                                                                                  | 高   |
|      | 西十字 － 夏洛滕堡 － 萨维尼广场 － 动物园 － 蒂尔加滕 － 贝勒维宫 － 柏林总站 － 腓特烈大街 － 哈克市場 － 亚历山大广场 － 扬诺维茨桥 － 柏林东站 － 华沙大街 － 东十字 － 内尔德纳广场 － 利希滕贝格 － 腓特烈费尔德东 － 施普灵湖 － 格伦塞大街 － 霍恩申豪森 － 瓦滕贝格 | 高   |

### 巴士
由柏林运输公司经营的多条巴士线路均在火车总站停靠：
| 线路          | 走向                                                                        |
| ------------- | --------------------------------------------------------------------------- |
| TXL(永久停駛) | 泰格尔机场 － 火车总站S+U － 亚历山大广场S+U                                |
| M41           | 火车总站S+U － 阳光大道 / 苗圃大街                                          |
| M85           | 火车总站S+U － 利希滕费尔德南S                                              |
| N20           | 火车总站S+U － 弗洛瑙，海因布兴大街                                         |
| N40           | 钟楼大街U － 火车总站S+U － 弗里德里希斯海因，伍利希广场                    |
| 120           | 火车总站S+U － 边疆区，威廉斯鲁尔堤道                                       |
| 123           | （米特区，罗伯特·科赫广场 －） 火车总站S+U － 萨特温克勒堤道 / 麦克利茨维森 |
| 142           | 火车东站S － 火车总站S+U （－ 利奥波德广场U）                               |
| 147           | 火车东站S － 边疆博物馆U － 火车总站S+U                                     |

### 有轨电车
柏林火车总站一直没有与柏林有轨电车网络相连。2009年，关于新建一条有轨电车线路的审批规划获得通过，它将经由因瓦利登大街接入柏林有轨电车网络。针对有轨电车项目需要将机动车道扩建为双向四车道的计划，当地居民和德國環境與自然保護聯盟提请了两宗申诉，但行政法院在2010年12月对此均予以驳回，从而实现了项目工程的可行性。该项目于2011年正式动工兴建，当前的预计竣工日期则定于2015年中期。
根据当前的规划，在该工程完工后将有以下有轨电车线路在火车总站提供服务：
- － 霍亨索恩豪森，钦格斯特大街 － 火车总站S+U
- － 阿伦斯费尔德 － 火车总站S+U
- － 华沙大街S+U － 火车总站S+U

### 的士
车站的北部出入口（欧洲广场）和南部出入口（华盛顿广场）设有的士站。的士起錶的正常资费为3.2欧元，前7公里的跳錶资费则为1.2欧元。

### 航运
作为洪堡港重建计划的一部分，火车总站也获得了一个用于民用航运的乘降码头。

## 脚註
1. ↑  霍恩 2012，第67頁.
2. ↑  霍恩 2012，第83頁.
3. ↑  霍恩 2012，第14頁.
4. 1 2 3 4  Deutsche Bahn AG 2005，第10-13頁.
5. 1 2 3 4 5  霍恩 2012，第82頁.
6. ↑  Deutsche Bahn AG 2005，第28頁.
7. ↑  Deutsche Bahn AG 2005，第16頁.
8. ↑  霍恩 2012，第81頁.
9. ↑  霍恩 2012，第80頁.
10. ↑  霍恩 2012，第85頁.
11. ↑  霍恩 2012，第68頁.
12. 1 2  霍恩 2012，第86頁.
13. ↑  霍恩 2012，第69頁.
14. ↑  霍恩 2012，第88頁.
15. ↑  霍恩 2012，第11頁.

文献
1. （中文）霍恩, 罗兰德, , 北京: 中国铁道出版社, 2012, ISBN 978-7-113-13737-3
2. （德文）Deutsche Bahn AG (编),  (PDF), Berlin: Kommunikation, 2005  [2014-07-17], （原始内容存档 (PDF)于2021-03-06）

## 外部連結
- （德文）铁路设施描述 （页面存档备份，存于）于OpenRailwayMap
- （德文）柏林火车总站 （页面存档备份，存于）于stadtschnellbahn-berlin.de
- （德文）地铁站信息 Archive.today的存檔，存档日期2013-02-12于untergrundbahn.de
- （德文）建设图片 （页面存档备份，存于）于个人网站
- （德文）柏林总站 （页面存档备份，存于） – 交互式360°全景